# 777-й истребительный авиационный полк
777-й истребительный авиационный полк (777-й иап) — воинская часть Военно-воздушных сил (ВВС) Вооружённых Сил РККА, принимавшая участие в боевых действиях Великой Отечественной войны и вошедшая после распада СССР в состав ВВС России.

## История наименований полка
За весь период своего существования полк несколько раз менял своё наименование:
- 777-й смешанный авиационный полк;
- 777-й истребительный авиационный полк;
- 777-й истребительный авиационный полк ПВО;
- Войсковая часть (Полевая почта) 74420.

## История полка
Полк сформирован 5 февраля 1942 года в ВВС Дальневосточного фронта как 777 смешанный авиационный полк на станции Архара под Благовещенском. C 1 по 15 апреля 1943 года полк переформирован в истребительный авиационный полк в 11-й воздушной армии Дальневосточного фронта на аэродроме города Куйбышевка-Восточная по штату 015/284 на самолётах И-15бис со включением в состав 82-й авиационной дивизии 11-й ВА ДВФ. Полк выполнял задачи ПВО по воздушному прикрытию участков Транссибирской магистрали и советско-манчжурской границы на случай агрессии Японии.
Осенью 1943 года полк передан из 82-й авиационной дивизии в состав 296-й истребительной авиационной дивизии 11-й воздушной армии Дальневосточного фронта. По состоянию на 20 декабря 1943 года 1-я эскадрилья имела на вооружении самолёты И-153, 2-я аэ — И-16, 3-я аэ — И-15бис. К 1 марта 1944 года полк полностью вооружён самолётами И-16. В июле 1944 года полк передан из 296-й иад в состав 96-й смешанной авиационной дивизии 11-й воздушной армии Дальневосточного фронта.
В декабре 1944 года по переформировании 11-й воздушной армии в 18-й смешанный авиационный корпус 10-й воздушной армии Дальневосточного фронта, вместе с 96-й штурмовой авиационной дивизией вошёл в его состав. 9 января 1945 года полк получил истребители Як-9М и приступил к их освоению, а весной переформирован по штату 015/364 (с 30-самолётного на 40-самолётный состав) и полностью перевооружён истребителями Як-9 м. В июле полк перебазировался на аэродром Завитая Успеновка. До конца июля все лётчики закончили процесс переучивания на новую технику.
С 21 июля полк, как и все части 10-й воздушной армии директивой командующего Дальневосточным фронтом приведены в полную боевую готовность. На аэродроме постоянно находилась дежурная эскадрилья полка в составе 12 истребителей в готовности № 1, остальные — в готовности № 2. К 1 августа в полку насчитывался 51 истребитель Як-9М, один Як-9Д, один УТ-2 и два По-2.
С началом Советско-японской войны с 9 августа  в составе 18-го смешанного авиационного корпуса 10-й воздушной армии Дальневосточного фронта как отдельный полк в прямом подчинении командира корпуса на самолётах Як-9 принимал участие в Сунгарийской наступательной операции — с 9 августа 1945 года по 2 сентября 1945 года, являющейся частью Маньчжурской операции.
В составе действующей армии полк находился с 9 августа 1945 года по 3 сентября 1945 года.
Всего за период боевых действий:
| Выполнено боевых вылетов | Сбито самолётов в воздухе                               |
| ------------------------ | ------------------------------------------------------- |
| 238                      | встреч с самолётами противника и воздушных боёв не было |

Уничтожено при атаках наземных целей (штурмовках):
| точек ЗА | автомашин | паровозов | повозок | элеваторов |
| -------- | --------- | --------- | ------- | ---------- |
| 2        | 11        | 2         | 4       | 1          |

Свои потери (небоевые):
| Потеряно самолётов, всего | Погибло лётчиков всего |
| ------------------------- | ---------------------- |
| 2                         | нет                    |

### Послевоенная история полка
В мае 1946 года полк перебазировался на Сахалин на аэродром Сокол и передан в состав 29-й истребительной авиационной дивизии 10-й воздушной армии Дальневосточного военного округа. В январе 1951 года полк передан в состав войск ПВО страны и вошёл в состав 153-й истребительной авиационной Порт-Артурской дивизии ПВО. После расформирования дивизии в 1958 году полк, базируясь на своём аэродроме Сокол последовательно входил в состав Сахалинской дивизии ПВО (05.1958 — 04.1960 гг.), 24-й дивизии ПВО (04.1960 — 05.1980 гг.), 40-й истребительной авиационной дивизии (05.1980 — 05.1986 гг.), 24-й дивизии ПВО (05.1986 — 1990 гг.), 72-го корпуса ПВО (1990—1994 гг.), 6-й дивизии ПВО (1994 — 05.1997).
Особое место в историю полка занимает случай 1 сентября 1983 года, когда заместитель командира  полка подполковник Г. Н. Осипович, пилотируя перехватчик Су-15ТМ, сбил южнокорейский «Боинг-747», вторгшийся в воздушное пространство СССР.
В связи с реформированием ВВС России полк в 1997 году расформирован на своём аэродроме Сокол.

## Командиры полка
- майор Черемухин, Фёдор Никитович[2], 04.1944 — 31.12.1945
- Подполковник Корнуков Анатолий Михайлович, 1974—1976

## Благодарности Верховного Главнокомандующего
За проявленные образцы мужества и героизма Верховным Главнокомандующим лётчикам полка в составе 96-й шад объявлена благодарность за отличные боевые действия в боях с японцами на Дальнем Востоке

## Самолёты на вооружении
| Период         | Самолёты | Фото                            | Период         | Самолёты | Фото                                        |
| -------------- | -------- | ------------------------------- | -------------- | -------- | ------------------------------------------- |
| 02.1942 — 1945 | И-16     | Polikarpov I-16-Spain (clipped) | 02.1942 — 1944 | И-153    | Poliakarpov I-153 Musee du Bourget P1010993 |
| 02.1942 — 1944 | И-15бис  | И-15                            | 1945 — 1951    | Як-9М    | Як-9                                        |
| 1951 — 1955    | МиГ-15   | МиГ-15                          | 1955 — 1959    | МиГ-17   | МиГ-17                                      |
| 1959 — 1970    | МиГ-19   | МиГ-19                          | 1970 — 1985    | Су-15    | Су-15                                       |
| 1983 — 1985    | МиГ-23МЛ | МиГ-23МЛ                        | 1985 — 1997    | МиГ-31   | МиГ-31                                      |

## Базирование
| Период | Аэродром                               |
| --- | -------------------------------------- |
| 02.1942 — 04.1943 | Архара, Амурская область               |
| 04.1943 — 07.1945 | Куйбышевка-Восточная, Амурская область |
| 07.1945 — 18.08.1945 | Завитая Успеновка, Амурская область    |
| 18.08.1945 — 05.1946 | Жариково, Амурская область             |
| 05.1946 — 1997 | Сокол, Долинск Сахалинской области     |
| в 1951-1956гг. полк базировался в с.Костромское Чеховского района Сахалинской обл. Ком.полка:Чертков(генерал-майор,нач.Липецкого центра),Константинов А.У.-маршал авиации, Старокожев М.М.Нач.штаба-Вольфинзон Я.М.,Замполит-Стрелковский Н.И.Зам.комполка Ляпин погиб в 1956г.(сопка Техническая) Сын Я.М.Вольфинзона-О.Я.Вольфинзон |                                        |